# 빅 오일
빅 오일(Big Oil) 또는 슈퍼메이저(Supermajor)는 정부 소유가 아닌 전 세계에서 가장 큰 6개의 석유회사를 일컫는다.

## 목록
전 세계에서 다양한 이름으로 불리고 있으나 일반적으로 아래의 회사들을 가리킨다.
- 엑슨모빌 (NYSE: XOM)
- 로열 더치 쉘 (NYSE: RDS.A; NYSE: RDS.B)
- BP (NYSE: BP)
- 셰브런 (NYSE: CVX)
- 토탈 (NYSE: TOT)
- 코노코필립스 (NYSE: COP)
- Eni (NYSE: E)

## 설명
슈퍼메이저는 1990년대 후반 오일가격 하락과 더불어 많은 석유 회사들이 규모의 경제, 석유 가격 변동의 헤지, 재투자를 통한 대규모 현금 보유를 위한 합병등으로 탄생했다.
엑슨과 모빌 (1999년), BP과 아모코 (1998년), 토탈과 페트로차이나 (1999년)와 이전의 Eni (2000년), 텍사코와 셰브런이 합병해서 셰브런이 (2001년), 그리고 이전의 코노코필립스 (2002년) 등이 1998년과 2002년 사이에 합병했다.
합병의 결과로 시노펙, 페멕스와 같은 포브스가 발표한 글로벌 회사들이 탄생했다.
엑슨모빌 등 슈퍼메이저가 보유한 석유와 가스 매장량은 전체의 약 6%를 차지하며, 최대 슈퍼메이저인 엑슨모빌은 확보 매장량 기준으로 세계 14위의 기업이다. 나머지 94%의 석유와 가스 매장량은 사우디아람코(세계 1위) 등 산유국 국영기업이나 주 정부 등에서 보유하고 있다. 이들 슈퍼메이저들의 석유업계에서의 영향력은 점차 축소되고 있다. 이것은 메이저들이 1970년대부터 중동과 러시아, 동유럽으로부터 축출당해 왔고 세계석유산업이 산유국 국영기업들의 압도적인 영향 아래에 있으며 석유수출국기구가 원유 생산량을 컨트롤하기 때문이기도 하지만 슈퍼메이저들이 스스로 시설투자를 포함한 성장 전략을 소홀히 해 왔기 때문이기도 하다. 민간기업으로서의 메이저들은 그 규모가 지나치게 크기 때문에 소유가 분산될 수밖에 없으며 금융자본이 대대적으로 투자하지 않을 수 없는 소유구조를 형성하고 있다. :792

## 같이 보기
- 에너지 개발
- 화석연료

## 참고 문헌
- Black, Brian C. Crude Reality: Petroleum in World History. New York: Rowman & Littlefield, 2012. ISBN 0742556549
- Blair, John Malcolm (1976). 《The Control of Oil》. Pantheon Books. ISBN 0-394-49470-9.
- Painter, David S. (1986). 《Oil and the American Century: The Political Economy of US Foreign Oil Policy, 1941–1954》. Baltimore, MD: 존스 홉킨스 대학교 Press. ISBN 978-0-801-82693-1.
- Yergin, Daniel (1993). 《The Prize: The Epic Quest for Oil, Money & Power》. New York, NY: Free Press. ISBN 0-671-79932-0.